# Biləsuvar (plaats)
Biləsuvar is een stad in Azerbeidzjan en is de hoofdplaats van het district Biləsuvar.
De stad telt 20.900 inwoners (01-01-2012).